# Brittany MacLean
Brittany MacLean, född 3 mars 1994, är en kanadensisk simmare. Hennes syster, Heather MacLean, tävlade också i simning vid OS 2012.
MacLean tävlade i två grenar för Kanada vid olympiska sommarspelen 2012 i London. Hon slutade på 7:e plats på 400 meter frisim och var en del av Kanadas lag som slutade på 4:e plats på 4x200 meter frisim.
Vid olympiska sommarspelen 2016 i Rio de Janeiro tävlade MacLean i fyra grenar. Hon var en del av Kanadas lag som tog brons på 4x200 meter frisim. Individuellt slutade MacLean på 5:e plats på 400 meter frisim, tog sig till semifinal på 200 meter frisim och blev utslagen i försöksheatet på 800 meter frisim.

## Personliga rekord
| Långbana (50 meter) - 100 meter frisim – 55,65 (Lima, 20 augusti 2011) - 200 meter frisim – 1.56,94 (Toronto, 7 april 2016) - 400 meter frisim – 4.03,43 (Rio de Janeiro, 7 augusti 2016) 0NR0 - 800 meter frisim – 8.20,02 (Gold Coast, 21 augusti 2014) 0NR0 - 1 500 meter frisim – 15.57,15 (Gold Coast, 24 augusti 2014) 0NR0 - 100 meter ryggsim – 1.02,22 (Etobicoke, 30 juni 2011) - 200 meter ryggsim – 2.11,45 (Lima, 18 augusti 2011) | Kortbana (25 meter) - 200 meter frisim – 1.57,48 (Nepean, 25 februari 2011) - 400 meter frisim – 4.07,87 (Gatineau, 18 februari 2012) - 800 meter frisim – 8.26,97 (Etobicoke, 20 januari 2012) - 1 500 meter frisim – 16.18,66 (Nepean, 24 februari 2011) - 200 meter ryggsim – 2.07,67 (Etobicoke, 26 november 2010) |